# Ambroży Towarnicki
Ambroży Towarnicki (19. prosince 1836 Lvov – 21. března 1884 Vídeň) byl rakouský lékař a politik polské národnosti z Haliče, v 2. polovině 19. století poslanec Říšské rady a starosta Rzeszowa.

## Biografie
Studoval práva na Lvovské univerzitě a medicínu na Jagellonské univerzitě v Krakově. Pracoval pak jako lékař v Burštyně. V roce 1865 se po smrti svého strýce Jana Warny Towarnického ujal vedení jeho nadace v Rzeszowě, která provozovala tamní učitelský ústav, střední školu a rolnickou školu. Ukončil tehdy svou lékařskou praxi a po dvacet let byl veřejně a politický činný v Rzeszowě. Dlouhodobě zastával funkci starosty města. Byl rovněž členem okresního zastupitelstva a jeho místopředsedou. V roce 1878 usedl i na Haličský zemský sněm.
Působil taky jako poslanec Říšské rady (celostátního parlamentu Předlitavska), kde usedl ve volbách roku 1879 za kurii městskou v Haliči, obvod Rzeszow, Jarosław. Poslancem byl až do své smrti roku 1884. Ve volebním období 1879–1885 se uvádí jako rytíř Dr. Ambros Towarnicki, doktor medicíny a starosta, bytem Rzeszów. Patřil mezi polské národní poslance. Reprezentoval parlamentní Polský klub.
V závěru života pobýval kvůli své poslanecké práci častěji ve Vídni. Trpěl srdeční chorobou. Zemřel v březnu 1884 na infarkt.